# جایزه بوکر ۲۰۱۵
جایزه بوکر ۲۰۱۵ در مراسمی در ۱۳ اکتبر ۲۰۱۵ اهدا شد. لیست طولانی از سیزده عنوان در تاریخ ۲۹ ژوئیه اعلام شد، و در ۱۵ سپتامبر به فهرست نهایی شش عنوان محدود شد.

## هیئت داوری
- مایکل وود (صندلی)
- اله واکاتاما آلفری
- جان برن ساید
- سام لیت
- فرانسیس آزبورن[۳]

## نامزدها (فهرست نهایی)
| نویسنده         | عنوان                 | ژانر(ها) | کشور     | ناشر                     |
| --------------- | --------------------- | -------- | -------- | ------------------------ |
| مارلون جیمز     | تاریخچه مختصر هفت قتل | رمان     | جامائیکا | کتابهای رودخانه          |
| هانیا یاناگیارا | یک زندگی کوچک         | رمان     | آمریکا   | کتابهای Doubleday        |
| آن تایلر        | قرقره ای از نخ آبی    | رمان     | آمریکا   | گروه انتشارات ناپف       |
| تام مک‌کارتی     | جزیره ساتن            | رمان     | بریتانیا | جاناتان کیپ              |
| چیگوزی اوبیوما  | ماهیگیران             | رمان     | نیجریه   | Little , Brown و Company |
| سونجیف ساهوتا   | سال فرارها            | رمان     | بریتانیا | پیکادور                  |

## نامزدها (فهرست کلی)
| نویسنده         | عنوان                              | ژانر(ها) | کشور     | ناشر                     |
| --------------- | ---------------------------------- | -------- | -------- | ------------------------ |
| مارلون جیمز     | تاریخچه مختصر هفت قتل              | رمان     | جامائیکا | کتابهای رودخانه          |
| هانیا یاناگیارا | یک زندگی کوچک                      | رمان     | آمریکا   | کتابهای Doubleday        |
| آن تایلر        | قرقره ای از نخ آبی                 | رمان     | آمریکا   | گروه انتشارات ناپف       |
| بیل کلگ         | آیا تا به حال خانواده ای داشته‌اید؟ | رمان     | آمریکا   | گالری / پیشاهنگی         |
| مرلین رابینسون  | لیلا                               | رمان     | آمریکا   | مطبوعات ویراگو           |
| تام مک‌کارتی     | جزیره ساتن                         | رمان     | بریتانیا | آلفرد A. ناپف            |
| آنوراده روی     | خوابیدن روی مشتری                  | رمان     | هند      | کورکوس                   |
| آنا اسمیل       | صدای زنگ‌ها                         | رمان     | نیوزلند  | هودر و استاتون           |
| چیگوزی اوبیوما  | ماهیگیران                          | رمان     | نیجریه   | Little , Brown و Company |
| آن انریت        | جاده سبز                           | رمان     | ایرلند   | مک کللند و استوارت       |
| اندرو اوهاگان   | نورپردازی‌ها                        | رمان     | بریتانیا | ناشران مکمیلان           |
| لیلا لالامی     | حساب مور                           | رمان     | آمریکا   | کتابهای پانتئون          |
| سونجیف ساهوتا   | سال فرارها                         | رمان     | بریتانیا | انتشارات بلومزبری        |